# Temporada 2025 del fútbol ecuatoriano
La temporada 2025 del fútbol ecuatoriano abarca todas las actividades deportivas relacionadas con las selecciones nacionales de Ecuador femeninas y masculinas, así como los diferentes torneos de clubes de primera, segunda y tercera división.
La selección ecuatoriana de fútbol absoluta reanudará su participación en las eliminatorias sudamericanas al Mundial Canadá, Estados Unidos y México 2026. Las selecciones juveniles masculinas y femeninas disputarán los campeonatos sudamericanos clasificatorios al mundial de la categoría. 

## Selecciones nacionales masculinas

### Selección absoluta

#### Eliminatorias mundialistas a Canadá, Estados Unidos y México 2026
La Confederación Sudamericana de Fútbol (Conmebol) tiene asignado seis cupos directos para que sus selecciones miembros puedan disputar la Copa Mundial de Fútbol de 2026 a celebrarse en Canadá Estados Unidos y México; esto debido al aumento de participantes de 32 a 48 y de 4.5 a 6.5 cupos por parte de la FIFA, además de un séptimo cupo para que dispute el torneo de repechajes contra representantes de otras confederaciones. El formato es similar a ediciones anteriores y consiste de un sistema de todos contra todos (sistema de liga) con partidos de ida y vuelta entre todas las diez selecciones miembros; al finalizar la eliminatoria, los primeros seis lugares recibirán los cupos directos, el séptimo lugar disputará el repechaje.
La fecha prevista de reinicio es en marzo de 2025.
| Pos. | Equipo    | Pts. | PJ | G  | E | P | GF | GC | Dif. | Clasificación     |
| ---- | --------- | ---- | -- | -- | - | - | -- | -- | ---- | ----------------- |
| 1    | Argentina | 34   | 15 | 11 | 1 | 3 | 27 | 8  | +19  | Copa Mundial 2026 |
| 2    | Ecuador   | 24   | 15 | 7  | 6 | 2 | 13 | 5  | +8   | Copa Mundial 2026 |
| 3    | Paraguay  | 24   | 15 | 6  | 6 | 3 | 13 | 9  | +4   | Copa Mundial 2026 |
| 4    | Brasil    | 22   | 15 | 6  | 4 | 5 | 20 | 16 | +4   | Copa Mundial 2026 |
| 5    | Uruguay   | 21   | 15 | 5  | 6 | 4 | 17 | 12 | +5   | Copa Mundial 2026 |

 Fuente: FIFA, Conmebol
Criterios de clasificación: Puntos · Enfrentamientos directos · Diferencia de goles · Goles a favor · Sorteo.
Notas:
1. ↑  Ecuador fue sancionado por el TAS con 3 puntos menos, por el caso Byron Castillo.[6]

| 21 de marzo de 2025 | Ecuador           | 2:1 (1:0)                     | Venezuela   | Estadio Rodrigo Paz Delgado, Quito           |                                              |
| 16:00 (UTC-5)       | Valencia 39', 46' | FIFA Reporte Conmebol Reporte | Cádiz 90+1' | Árbitro(s): Ramón Abatti VAR: Rodolpho Toski | Árbitro(s): Ramón Abatti VAR: Rodolpho Toski |

| 25 de marzo de 2025 | Chile | 0:0                           | Ecuador | Estadio Nacional, Santiago                   |                                              |
| 21:00 (UTC-3)       |       | FIFA Reporte Conmebol Reporte |         | Árbitro(s): Gustavo Tejera VAR: Andrés Cunha | Árbitro(s): Gustavo Tejera VAR: Andrés Cunha |

| 5 de junio de 2025 | Ecuador | 0:0                           | Brasil | Estadio Monumental, Guayaquil           |                                         |
| 18:00 (UTC-5)      |         | FIFA Reporte Conmebol Reporte |        | Árbitro(s): Piero Maza VAR: José Cabero | Árbitro(s): Piero Maza VAR: José Cabero |

| 10 de junio de 2025 | Perú | vs. | Ecuador | Estadio Nacional, Lima             |                                    |
| 20:30 (UTC-5)       |      |     |         | Árbitro(s): Andrés Rojas VAR: [[]] | Árbitro(s): Andrés Rojas VAR: [[]] |

| Fecha 17; ? de septiembre | Paraguay | vs. | Ecuador |  |  |
| --:-- (UTC-3)             |          |     |         |  |  |

| Fecha 18; septiembre de 2025 | Ecuador | vs. | Argentina | Estadio Monumental, Guayaquil |  |
| --:-- (UTC-5)                |         |     |           |                               |  |

### Selección sub-20

#### Campeonato Sudamericano Sub-20
Primera fase - Grupo B
| Pos. | Equipo    | Pts. | PJ | G | E | P | GF | GC | Dif. | Clasificación   |
| ---- | --------- | ---- | -- | - | - | - | -- | -- | ---- | --------------- |
| 1    | Colombia  | 10   | 4  | 3 | 1 | 0 | 6  | 3  | +3   | Hexagonal final |
| 2    | Argentina | 8    | 4  | 2 | 2 | 0 | 8  | 1  | +7   | Hexagonal final |
| 3    | Brasil    | 6    | 4  | 2 | 0 | 2 | 5  | 10 | −5   | Hexagonal final |
| 4    | Ecuador   | 4    | 4  | 1 | 1 | 2 | 4  | 5  | −1   |                 |
| 5    | Bolivia   | 0    | 4  | 0 | 0 | 4 | 4  | 8  | −4   |                 |

 Fuente: Conmebol
Criterios de clasificación: Puntos · Enfrentamientos directos · Diferencia de goles · Goles a favor · Sorteo.
| Fecha 1; 24 de enero | Bolivia   | 1:2 (1:0) | Ecuador                 | Estadio Misael Delgado, Valencia |                            |
| 17:00                | Rojas 25' | Reporte   | Arroyo 51' · Obando 54' | Árbitro(s): Yender Herrera       | Árbitro(s): Yender Herrera |

| Fecha 3; 28 de enero | Colombia          | 1:0 (1:0) | Ecuador | Estadio Misael Delgado, Valencia |                              |
| 19:30                | N. Villarreal 41' | Reporte   |         | Árbitro(s): Mathías de Armas     | Árbitro(s): Mathías de Armas |

| Fecha 4; 30 de enero | Ecuador                      | 2:3 (0:3) | Brasil                       | Estadio Misael Delgado, Valencia |                         |
| 19:30                | Obando 76' · Páez 84' (pen.) | Reporte   | Iago 25' · Deivid 27', 45+1' | Árbitro(s): José Cabero          | Árbitro(s): José Cabero |

| Fecha 5; 1 de febrero | Ecuador | 0:0     | Argentina | Estadio Metropolitano de Lara, Cabudare |                              |
| 17:00                 |         | Reporte |           | Árbitro(s): Michael Espinoza            | Árbitro(s): Michael Espinoza |

### Selección sub-17

#### Campeonato Sudamericano Sub-17
Primera fase - Grupo B
| Pos. | Equipo    | Pts. | PJ | G | E | P | GF | GC | Dif. | Clasificación               |
| ---- | --------- | ---- | -- | - | - | - | -- | -- | ---- | --------------------------- |
| 1    | Brasil    | 10   | 4  | 3 | 1 | 0 | 8  | 3  | +5   | Fase final y Mundial Sub-17 |
| 2    | Venezuela | 7    | 4  | 2 | 1 | 1 | 5  | 3  | +2   | Fase final y Mundial Sub-17 |
| 3    | Ecuador   | 6    | 4  | 2 | 0 | 2 | 8  | 5  | +3   | Play-offs                   |
| 4    | Bolivia   | 3    | 4  | 1 | 0 | 3 | 2  | 7  | −5   | Play-offs                   |
| 5    | Uruguay   | 2    | 4  | 0 | 2 | 2 | 3  | 8  | −5   |                             |

 Fuente: Conmebol
Criterios de clasificación: Puntos · Enfrentamientos directos · Diferencia de goles · Goles a favor · Sorteo.
| Fecha 2; 30 de marzo | Uruguay | 0:4 (0:4) | Ecuador                                        | Estadio Jaime Morón, Cartagena |                         |
| 19:00                |         | Reporte   | Legendre 1' · R. Angulo 37' · Lerma 43', 45+3' | Árbitro(s): David Ojeda        | Árbitro(s): David Ojeda |

| Fecha 3; 1 de abril | Ecuador | 0:1 (0:0) | Venezuela | Estadio Jaime Morón, Cartagena |                                |
| 19:00               |         | Reporte   | Claut 51' | Árbitro(s): Sebastián Martínez | Árbitro(s): Sebastián Martínez |

| Fecha 4; 3 de abril | Ecuador           | 2:1 (1:0) | Bolivia          | Estadio Jaime Morón, Cartagena |                            |
| 16:30               | Quintero 33', 50' | Reporte   | Pérez 84' (pen.) | Árbitro(s): Jordi Espinoza     | Árbitro(s): Jordi Espinoza |

| Fecha 5; 5 de abril | Brasil                                                  | 3:2 (0:1) | Ecuador                                      | Estadio Jaime Morón, Cartagena |                                |
| 16:30               | Luis Eduardo 55' · Gustavo Gomes 57' · Luis Gustavo 89' | Reporte   | Luis Eduardo 45+1' (a.g.) · Lerma 52' (pen.) | Árbitro(s): Sebastián Martínez | Árbitro(s): Sebastián Martínez |

## Fase final
- Los horarios corresponden a la hora de Colombia (UTC-5).[7]

### Play-offs por la clasificación a la Copa Mundial Sub-17
|  | Play-offs | Play-offs | Play-offs |          |           | Quinto lugar   | Quinto lugar   | Quinto lugar   |  |
|  |           |           |           |          |           |                |                |                |  |
|  |           |           |           |          |           |                |                |                |  |
|  | 3A        | Argentina | 3         |          |           |                |                |                |  |
|  | 3A        | Argentina | 3         |          |           |                |                |                |  |
|  | 4B        | Bolivia   | 0         |          |           |                |                |                |  |
|  | 4B        | Bolivia   | 0         |          | Argentina | Argentina      | 1 (3)          |                |  |
|  |           |           |           |          | Argentina | Argentina      | 1 (3)          |                |  |
|  |           |           | Paraguay  | Paraguay | 1 (4)     |                |                |                |  |
|  | 3B        | Ecuador   | Paraguay  | Paraguay | 1 (4)     | 0 (4)          |                |                |  |
|  | 3B        | Ecuador   |           |          |           | 0 (4)          |                |                |  |
|  | 4A        | Paraguay  | 0 (5)     |          |           | Séptimo puesto | Séptimo puesto | Séptimo puesto |  |
|  | 4A        | Paraguay  | 0 (5)     |          |           | Séptimo puesto | Séptimo puesto | Séptimo puesto |  |
|  |           |           |           |          |           |                |                |                |  |
|  |           |           |           |          |           | Bolivia        | Bolivia        | 1              |  |
|  |           |           |           |          |           | Bolivia        | Bolivia        | 1              |  |
|  |           |           |           |          |           | Ecuador        | Ecuador        | 0              |  |
|  |           |           |           |          |           | Ecuador        | Ecuador        | 0              |  |
|  |           |           |           |          |           |                |                |                |  |

### Play-Offs
| 8 de abril | Ecuador                                      | 0:0 (4:5 p.)               | Paraguay                                     | Estadio Jaraguay, Montería |                         |
| 16:00      |                                              | Reporte                    |                                              | Árbitro(s): Diego Ulloa    | Árbitro(s): Diego Ulloa |
|            |                                              | Tiros desde el punto penal |                                              |                            |                         |
|            | Ortiz · Legendre · Dacosta · Lerma · Caicedo |                            | Zayas · Ledesma · Franco · Buhring · Coronel |                            |                         |

### Séptimo puesto
| 11 de abril | Bolivia       | 1:0 (0:0) | Ecuador | Estadio Jaraguay, Montería    |                               |
| 16:00       | S. García 52' | Reporte   |         | Árbitro(s): Matheus Candançan | Árbitro(s): Matheus Candançan |

## Torneos masculinos de la Conmebol

### Copa Conmebol Libertadores
La edición 2025 de la Copa Libertadores de América tendrá como participantes a cuatro clubes ecuatorianos: el campeón de la LigaPro 2024, Liga de Quito (cupo ECUADOR 1); el subcampeón del mismo torneo, Independiente del Valle (cupo ECUADOR 2); el mejor ubicado de la tabla general, Barcelona (cupo ECUADOR 3) y el campeón de la Copa Ecuador 2024, El Nacional (cupo ECUADOR 4).

#### Fase 1
Llave E1: El Nacional - Blooming
| 6 de febrero, 20:30 (UTC-4) | Blooming                                 | 3:2 (3:1) | El Nacional                 | Estadio Ramón Aguilera, Santa Cruz                  |                                                     |
|                             | Garzón 16' · Villarroel 21' · Alaniz 37' | Reporte   | Guisamano 27' · Ledesma 87' | Árbitro(s): Mario Díaz de Vivar VAR: Ulises Mereles | Árbitro(s): Mario Díaz de Vivar VAR: Ulises Mereles |

| 13 de febrero, 19:30 (UTC-5)                                                                            | El Nacional                                | 2:1 (0:1) (4:3 p.)(Global 4:4) | Blooming                                         | Estadio Olímpico Atahualpa, Quito                |                                                  |
| | Martínez 67' · Guisamano 75'               | Reporte                        | Spenhay 19'                                      | Árbitro(s): Flavio de Souza VAR: Rodrigo Guarizo | Árbitro(s): Flavio de Souza VAR: Rodrigo Guarizo |
| |                                            | Tiros desde el punto penal     |                                                  |                                                  |                                                  |
| | Flor · Olmedo · Martínez · Mejía · Pazmiño |                                | Villarroel · Vadalá · Alaniz · Spenhay · Enoumba |                                                  |                                                  |
| El Nacional empató 4:4 en el marcador global, y ganó en los tiros penales por 4:3 y avanzó a la Fase 2. |                                            |                                |                                                  |                                                  |                                                  |

#### Fase 2
Llave C4: Barcelona - El Nacional 
| 19 de febrero, 19:30 (UTC-5) | El Nacional | 0:1 (0:0) | Barcelona        | Estadio Olímpico Atahualpa, Quito            |                                              |
|                              |             | Reporte   | Vélez 78' (a.g.) | Árbitro(s): Cristián Garay VAR: Miguel Araos | Árbitro(s): Cristián Garay VAR: Miguel Araos |

| 26 de febrero, 19:30 (UTC-5)                                        | Barcelona  | 1:1 (0:1) (Global 2:1) | El Nacional          | Estadio Monumental, Guayaquil                     |                                                   |
|                                                                     | Rivero 68' | Reporte                | Ledesma 45+9' (pen.) | Árbitro(s): Esteban Ostojich VAR: Leodán González | Árbitro(s): Esteban Ostojich VAR: Leodán González |
| Barcelona venció 2:1 en el marcador global y clasificó a la Fase 3. |            |                        |                      |                                                   |                                                   |

#### Fase 3
Llave G4:Barcelona - Corinthians
| 5 de marzo, 19:30 (UTC-5) | Barcelona                             | 3:0 (1:0) | Corinthians | Estadio Monumental, Guayaquil                |                                              |
|                           | Corozo 45+2' (pen.), 84' · Rivero 80' | Reporte   |             | Árbitro(s): Darío Herrera VAR: Silvio Trucco | Árbitro(s): Darío Herrera VAR: Silvio Trucco |

| 12 de marzo, 21:30 (UTC-3)                                                  | Corinthians               | 2:0 (1:0) (Global 3:2) | Barcelona | Neo Química Arena, São Paulo                   |                                                |
|                                                                             | Torres 40' · Carrillo 84' | Reporte                |           | Árbitro(s): Esteban Ostojich VAR: Andrés Cunha | Árbitro(s): Esteban Ostojich VAR: Andrés Cunha |
| Barcelona venció 3:2 en el marcador global y clasificó a la fase de grupos. |                           |                        |           |                                                |                                                |

### Grupo B
| Equipo                  | Pts | PJ | PG | PE | PP | GF | GC | Dif. |
| ----------------------- | --- | -- | -- | -- | -- | -- | -- | ---- |
| River Plate             | 12  | 6  | 3  | 3  | 0  | 13 | 7  | +6   |
| Universitario           | 8   | 6  | 2  | 2  | 2  | 4  | 4  | 0    |
| Independiente del Valle | 8   | 6  | 2  | 2  | 2  | 8  | 11 | –3   |
| Barcelona               | 4   | 6  | 1  | 1  | 4  | 4  | 7  | –3   |

| 1 de abril, 21:00 (UTC-5) | Barcelona   | 1:0 (1:0) | Independiente del Valle | Estadio Monumental, Guayaquil                |                                              |
|                           | Carabalí 5' | Reporte   |                         | Árbitro(s): Wilton Sampaio VAR: Daniel Nobre | Árbitro(s): Wilton Sampaio VAR: Daniel Nobre |

| 8 de abril, 21:30 (UTC-3) | River Plate | 0:0     | Barcelona | Estadio Monumental, Buenos Aires                                         |                                                                          |
|                           |             | Reporte |           | Asistencia: 0 espectadores Árbitro(s): Raphael Claus VAR: Rodolpho Toski | Asistencia: 0 espectadores Árbitro(s): Raphael Claus VAR: Rodolpho Toski |

| 8 de abril, 21:00 (UTC-5) | Independiente del Valle | 1:0 (0:0) | Universitario | Estadio Banco Guayaquil, Quito             |                                            |
|                           | Alcívar 82'             | Reporte   |               | Árbitro(s): Jhon Ospina VAR: Heider Castro | Árbitro(s): Jhon Ospina VAR: Heider Castro |

| 22 de abril, 21:00 (UTC-5) | Barcelona | 0:1 (0:1) | Universitario | Estadio Monumental, Guayaquil                  |                                                |
|                            |           | Reporte   | Flores 31'    | Árbitro(s): Carlos Benítez VAR: Zulma Quiñónez | Árbitro(s): Carlos Benítez VAR: Zulma Quiñónez |

| 23 de abril, 19:30 (UTC-5) | Independiente del Valle | 2:2 (2:0) | River Plate               | Estadio Banco Guayaquil, Quito        |                                       |
|                            | Spinelli 24', 30'       | Reporte   | Galoppo 68' · Driussi 74' | Árbitro(s): Piero Maza VAR: Juan Lara | Árbitro(s): Piero Maza VAR: Juan Lara |

| 8 de mayo, 19:30 (UTC-5) | Barcelona                               | 2:3 (1:2) | River Plate                                | Estadio Monumental, Guayaquil                   |                                                 |
|                          | Rivero 15' · Martínez Quarta 49' (a.g.) | Reporte   | Driussi 7' · Colidio 26' · Mastantuono 48' | Árbitro(s): Wilmar Roldán VAR: Leonard Mosquera | Árbitro(s): Wilmar Roldán VAR: Leonard Mosquera |

| 8 de mayo, 21:00 (UTC-5) | Universitario | 1:1 (1:1) | Independiente del Valle | Estadio Monumental, Lima                      |                                               |
|                          | Carabalí 34'  | Reporte   | Spinelli 28'            | Árbitro(s): Paulo Zanovelli VAR: Daniel Nobre | Árbitro(s): Paulo Zanovelli VAR: Daniel Nobre |

| 14 de mayo, 21:00 (UTC-5) | Universitario | 1:0 (1:0) | Barcelona | Estadio Monumental, Lima                        |                                                 |
|                           | Valera 45+1'  | Reporte   |           | Árbitro(s): Andrés Matonte VAR: Leodán González | Árbitro(s): Andrés Matonte VAR: Leodán González |

| 15 de mayo, 21:30 (UTC-3) | River Plate                                                                                      | 6:2 (3:2) | Independiente del Valle  | Estadio Monumental, Buenos Aires            |                                             |
|                           | Driussi 8' · Zárate 25' (a.g.) · Mastantuono 45+5' (pen.) · Meza 51' · Borja 88' · Lanzini 90+4' | Reporte   | Hoyos 11' · Spinelli 21' | Árbitro(s): Jesús Valenzuela VAR: Juan Lara | Árbitro(s): Jesús Valenzuela VAR: Juan Lara |

| 27 de mayo, 19:30 (UTC-5) | Independiente del Valle      | 2:1 (0:1) | Barcelona   | Estadio Banco Guayaquil, Quito                   |                                                  |
|                           | Mercado 64' · Re. Ibarra 69' | Reporte   | Caicedo 24' | Árbitro(s): Cristián Garay VAR: Benjamín Saravia | Árbitro(s): Cristián Garay VAR: Benjamín Saravia |

### Grupo C
| Equipo                | Pts | PJ | PG | PE | PP | GF | GC | Dif. |
| --------------------- | --- | -- | -- | -- | -- | -- | -- | ---- |
| Liga de Quito         | 11  | 6  | 3  | 2  | 1  | 8  | 4  | +4   |
| Flamengo              | 11  | 6  | 3  | 2  | 1  | 6  | 3  | +3   |
| Central Córdoba (SdE) | 11  | 6  | 3  | 2  | 1  | 7  | 7  | 0    |
| Deportivo Táchira     | 0   | 6  | 0  | 0  | 6  | 4  | 11 | –7   |

| 3 de abril, 19:00 (UTC-3) | Central Córdoba (SdE) | 0:0     | Liga de Quito | Estadio Único Madre de Ciudades, Santiago del Estero |                                               |
|                           |                       | Reporte |               | Árbitro(s): Leodán González VAR: Andrés Cunha        | Árbitro(s): Leodán González VAR: Andrés Cunha |

| 9 de abril, 21:00 (UTC-5) | Liga de Quito | 2:0 (0:0) | Deportivo Táchira | Estadio Rodrigo Paz Delgado, Quito       |                                          |
|                           | Arce 73', 83' | Reporte   |                   | Árbitro(s): Joel Alarcón VAR: Diego Haro | Árbitro(s): Joel Alarcón VAR: Diego Haro |

| 22 de abril, 17:00 (UTC-5) | Liga de Quito | 0:0     | Flamengo | Estadio Rodrigo Paz Delgado, Quito      |                                         |
|                            |               | Reporte |          | Árbitro(s): Derlis López VAR: Juan Lara | Árbitro(s): Derlis López VAR: Juan Lara |

| 7 de mayo, 18:00 (UTC-4) | Deportivo Táchira                    | 2:3 (0:2) | Liga de Quito                 | Polideportivo de Pueblo Nuevo, San Cristóbal |                                              |
|                          | N. Hernández 67' · B. Castillo 90+5' | Reporte   | Alzugaray 16' · Arce 19', 54' | Árbitro(s): Gery Vargas VAR: Wilfredo Campos | Árbitro(s): Gery Vargas VAR: Wilfredo Campos |

| 15 de mayo, 21:30 (UTC-3) | Flamengo                        | 2:0 (1:0) | Liga de Quito | Estadio Maracaná, Río de Janeiro            |                                             |
|                           | Léo Ortiz 10' · Luiz Araújo 54' | Reporte   |               | Árbitro(s): Andrés Rojas VAR: Heider Castro | Árbitro(s): Andrés Rojas VAR: Heider Castro |

| 28 de mayo, 19:30 (UTC-5) | Liga de Quito                     | 3:0 (2:0) | Central Córdoba (SdE) | Estadio Rodrigo Paz Delgado, Quito                |                                                   |
|                           | Alvarado 15' · Alzugaray 44', 53' | Reporte   |                       | Árbitro(s): Felipe González VAR: Benjamín Saravia | Árbitro(s): Felipe González VAR: Benjamín Saravia |

#### Octavos de final
Llave O2: Botafogo - Liga de Quito
| 14 de agosto, 19:00 (UTC-3) | Botafogo | vs. | Liga de Quito | Estadio Nilton Santos, Río de Janeiro |  |

| 21 de agosto, 17:00 (UTC-5) | Liga de Quito | vs. (Global :) | Botafogo | Estadio Rodrigo Paz Delgado, Quito |  |

### Copa Conmebol Sudamericana
La edición 2025 de la Copa Sudamericana tendrá como participantes a cuatro clubes ecuatorianos: los cuatro mejores ubicados de la tabla acumulada del torneo nacional que no clasificaron a la Copa Libertadores: Universidad Católica (cupo ECUADOR 1), Aucas (cupo ECUADOR 2), Mushuc Runa (cupo ECUADOR 3) y Orense (cupo ECUADOR 4).

#### Primera fase
Llave 1: Mushuc Runa - Orense
| 5 de marzo, 21:00 (UTC-5) | Mushuc Runa                     | 2:1 (1:1) | Orense       | Estadio Fernando Guerrero, Riobamba          |                                              |
|                           | Bentaberry 17' · Simisterra 56' | Reporte   | Achilier 39' | Árbitro(s): Gery Vargas VAR: Wilfredo Campos | Árbitro(s): Gery Vargas VAR: Wilfredo Campos |

Llave 2: Universidad Católica - Aucas
| 6 de marzo, 21:00 (UTC-5) | Universidad Católica                | 0:0 (0:0) (4:2 p.)         | Aucas                                       | Estadio Olímpico Atahualpa, Quito          |  |
|                           |                                     |                            |                                             | Árbitro(s): Kevin Ortega VAR: Joel Alarcón |  |
|                           |                                     | Tiros desde el punto penal |                                             |                                            |  |
|                           | Cangá · Díaz · Martinez · Cacciabue |                            | Montenegro · Jaramillo · Porozo · Almagro · |                                            |  |

### Grupo B
| Equipo               | Pts. | PJ | PG | PE | PP | GF | GC | DG |
| -------------------- | ---- | -- | -- | -- | -- | -- | -- | -- |
| Universidad Católica | 4    | 2  | 1  | 1  | 0  | 4  | 2  | 2  |
| Vitória              | 2    | 2  | 0  | 2  | 0  | 1  | 1  | 0  |
| Defensa y Justicia   | 2    | 2  | 0  | 2  | 0  | 0  | 0  | 0  |
| Cerro Largo          | 1    | 2  | 0  | 1  | 1  | 1  | 3  | –2 |

| 2 de abril, 21:30 (UTC-3) | Vitória                | 1:1 (0:0) | Universidad Católica | Estadio Barradão, Salvador                    |                                               |
|                           | Matheuzinho 76' (pen.) | Reporte   | Londoño 54'          | Árbitro(s): José Cabero VAR: Rodrigo Carvajal | Árbitro(s): José Cabero VAR: Rodrigo Carvajal |

| 10 de abril, 21:00 (UTC-5) | Universidad Católica               | 3:1 (2:0) | Cerro Largo  | Estadio Olímpico Atahualpa, Quito            |                                              |
|                            | Londoño 18' · I. Díaz 45+1', 90+4' | Reporte   | Ferrares 75' | Árbitro(s): Michael Espinoza VAR: Diego Haro | Árbitro(s): Michael Espinoza VAR: Diego Haro |

| 24 de abril, 21:00 (UTC-5) | Universidad Católica | vs. | Defensa y Justicia | Estadio Olímpico Atahualpa, Quito |  |
|                            |                      |     |                    | Árbitro(s): [[]] VAR: [[]]        |  |

| 7 de mayo, 19:00 (UTC-3) | Cerro Largo | vs. | Universidad Católica | Estadio Centenario, Montevideo |  |
|                          |             |     |                      | Árbitro(s): [[]] VAR: [[]]     |  |

| 14 de mayo, 19:00 (UTC-3) | Defensa y Justicia | vs. | Universidad Católica | Estadio Norberto Tomaghello, Gobernador Costa |  |
|                           |                    |     |                      | Árbitro(s): [[]] VAR: [[]]                    |  |

| 28 de mayo, 19:30 (UTC-5) | Universidad Católica | vs. | Vitória | Estadio Olímpico Atahualpa, Quito |  |
|                           |                      |     |         | Árbitro(s): [[]] VAR: [[]]        |  |

### Grupo E
| Equipo      | Pts. | PJ | PG | PE | PP | GF | GC | DG |
| ----------- | ---- | -- | -- | -- | -- | -- | -- | -- |
| Mushuc Runa | 6    | 2  | 2  | 0  | 0  | 5  | 3  | 2  |
| Palestino   | 3    | 2  | 1  | 0  | 1  | 4  | 3  | 1  |
| Unión       | 3    | 2  | 1  | 0  | 1  | 1  | 2  | –1 |
| Cruzeiro    | 0    | 2  | 0  | 0  | 2  | 1  | 3  | –2 |

| 3 de abril, 21:00 (UTC-5) | Mushuc Runa                              | 3:2 (1:0) | Palestino                    | Estadio Olímpico, Riobamba                     |                                                |
|                           | Haquín 41' · Simisterra 75' · Alonso 82' | Reporte   | Marabel 71' · Carrasco 90+3' | Árbitro(s): Yender Herrera VAR: Yorman Delgado | Árbitro(s): Yender Herrera VAR: Yorman Delgado |

| 9 de abril, 21:30 (UTC-3) | Cruzeiro                   | 1:2 (0:1) | Mushuc Runa                   | Estadio Mineirão, Belo Horizonte                    |                                                     |
|                           | Gabriel Barbosa 67' (pen.) | Reporte   | Orejuela 29' · Bentaberry 77' | Árbitro(s): Mario Díaz de Vivar VAR: Ulises Mereles | Árbitro(s): Mario Díaz de Vivar VAR: Ulises Mereles |

| 23 de abril, 21:00 (UTC-5) | Mushuc Runa | vs. | Unión | Estadio Olímpico, Riobamba |  |
|                            |             |     |       | Árbitro(s): [[]] VAR: [[]] |  |

| 7 de mayo, 19:30 (UTC-5) | Mushuc Runa | vs. | Cruzeiro | Estadio Olímpico, Riobamba |  |
|                          |             |     |          | Árbitro(s): [[]] VAR: [[]] |  |

| 13 de mayo, 21:30 (UTC-3) | Unión | vs. | Mushuc Runa | Estadio 15 de Abril, Santa Fe |  |
|                           |       |     |             | Árbitro(s): [[]] VAR: [[]]    |  |

| 28 de mayo, 20:30 (UTC-4) | Palestino | vs. | Mushuc Runa | Estadio Nacional, Santiago |  |
|                           |           |     |             | Árbitro(s): [[]] VAR: [[]] |  |

### Grupo C
| Pos. | Equipo                  | Pts. | PJ | G | E | P | GF | GC | Dif. | Clasificación                     |
| ---- | ----------------------- | ---- | -- | - | - | - | -- | -- | ---- | --------------------------------- |
| 1    | Palmeiras               | 9    | 3  | 3 | 0 | 0 | 12 | 0  | +12  | Clasificado a semifinales         |
| 2    | Cerro Porteño           | 4    | 3  | 1 | 1 | 1 | 3  | 5  | −2   | Posible clasificado a semifinales |
| 3    | Blooming                | 2    | 3  | 0 | 2 | 1 | 0  | 6  | −6   |                                   |
| 4    | Independiente del Valle | 1    | 3  | 0 | 1 | 2 | 2  | 6  | −4   |                                   |

Actualizado a los partidos jugados el 9 de marzo de 2025.
 Fuente: CONMEBOL
| 3 de marzo | Independiente del Valle | 2:3 (0:3) | Cerro Porteño                          | Estadio Gunther Vogel, San Lorenzo |                            |
| 19:00      | Ayovi 52' · Peralta 56' |           | Marecos 4' · Avalos 16' · Gonzalez 25' | Árbitro(s): Fernando Véjar         | Árbitro(s): Fernando Véjar |

| 6 de marzo | Independiente del Valle | 0:0 | Blooming | Estadio CARFEM, Ypané        |                              |
| 19:00      |                         |     |          | Árbitro(s): Sebastián Zunino | Árbitro(s): Sebastián Zunino |

| 9 de marzo | Palmeiras                           | 3:0 (2:0) | Independiente del Valle | Estadio Gunther Vogel, San Lorenzo |                           |
| 19:00      | Vitor 3' · Heitor 39' · Fillipi 81' |           |                         | Árbitro(s): Carlos Ortega          | Árbitro(s): Carlos Ortega |

## Torneos nacionales masculinos

### LigaPro Serie A

#### Fase inicial
| Pos. | Equipo                  | Pts. | PJ | G  | E | P  | GF | GC | Dif. | Clasificación                                           |
| ---- | ----------------------- | ---- | -- | -- | - | -- | -- | -- | ---- | ------------------------------------------------------- |
| 1    | Independiente del Valle | 50   | 24 | 14 | 8 | 2  | 43 | 19 | +24  | Fase final Ⅰ y fase de grupos de Copa Libertadores 2026 |
| 2    | Liga de Quito           | 43   | 24 | 12 | 7 | 5  | 40 | 23 | +17  | Fase final Ⅰ                                            |
| 3    | Barcelona               | 41   | 23 | 12 | 5 | 6  | 35 | 26 | +9   | Fase final Ⅰ                                            |
| 4    | Aucas                   | 38   | 24 | 11 | 5 | 8  | 33 | 33 | 0    | Fase final Ⅰ                                            |
| 5    | Orense                  | 38   | 24 | 11 | 5 | 8  | 26 | 27 | −1   | Fase final Ⅰ                                            |
| 6    | Libertad                | 37   | 24 | 10 | 7 | 7  | 36 | 31 | +5   | Fase final Ⅰ                                            |
| 7    | Universidad Católica    | 35   | 24 | 9  | 8 | 7  | 45 | 32 | +13  | Fase final Ⅱ                                            |
| 8    | Deportivo Cuenca        | 35   | 23 | 10 | 5 | 8  | 27 | 24 | +3   | Fase final Ⅱ                                            |
| 9    | Emelec                  | 31   | 23 | 8  | 7 | 8  | 22 | 27 | −5   | Fase final Ⅱ                                            |
| 10   | Delfín                  | 27   | 23 | 6  | 9 | 8  | 24 | 34 | −10  | Fase final Ⅱ                                            |
| 11   | El Nacional             | 25   | 23 | 6  | 7 | 10 | 26 | 33 | −7   | Fase final Ⅱ                                            |
| 12   | Vinotinto Ecuador       | 24   | 23 | 6  | 6 | 11 | 29 | 33 | −4   | Fase final Ⅱ                                            |
| 13   | Manta                   | 24   | 24 | 5  | 9 | 10 | 30 | 41 | −11  | Grupo Descenso                                          |
| 14   | Macará                  | 23   | 23 | 5  | 8 | 10 | 21 | 26 | −5   | Grupo Descenso                                          |
| 15   | Técnico Universitario   | 22   | 23 | 5  | 7 | 11 | 23 | 34 | −11  | Grupo Descenso                                          |
| 16   | Mushuc Runa             | 17   | 24 | 4  | 5 | 15 | 26 | 43 | −17  | Grupo Descenso                                          |

Actualizado a los partidos jugados el 9 de agosto de 2025.
 Fuente: LigaPro

### Cuadro de desarrollo
|  | Dieciseisavos de final                    | Dieciseisavos de final      | Dieciseisavos de final      |                  |                                           | Octavos de final        | Octavos de final | Octavos de final |  |  | Cuartos de final | Cuartos de final | Cuartos de final |  |  | Semifinales | Semifinales | Semifinales | Semifinales | Semifinales |  |  | Final | Final | Final |  |
|  | 10 de julio al 28 de agosto               | 10 de julio al 28 de agosto | 10 de julio al 28 de agosto |                  |                                           | TBD                     | TBD              | TBD              |  |  | TBD              | TBD              | TBD              |  |  | TBD         | TBD         | TBD         | TBD         | TBD         |  |  | TBD   | TBD   | TBD   |  |
|  |                                           |                             |                             |                  |                                           |                         |                  |                  |  |  |                  |                  |                  |  |  |             |             |             |             |             |  |  |       |       |       |  |
|  |                                           |                             |                             |                  |                                           |                         |                  |                  |  |  |                  |                  |                  |  |  |             |             |             |             |             |  |  |       |       |       |  |
|  | Bandera de Pichincha                      | Liga de Quito               | 1 (5)                       |                  |                                           |                         |                  |                  |  |  |                  |                  |                  |  |  |             |             |             |             |             |  |  |       |       |       |  |
|  | Bandera de Pichincha                      | Liga de Quito               | 1 (5)                       |                  |                                           |                         |                  |                  |  |  |                  |                  |                  |  |  |             |             |             |             |             |  |  |       |       |       |  |
|  | Bandera de Chimborazo                     | Olmedo                      | 1 (3)                       |                  |                                           |                         |                  |                  |  |  |                  |                  |                  |  |  |             |             |             |             |             |  |  |       |       |       |  |
|  | Bandera de Chimborazo                     | Olmedo                      | 1 (3)                       |                  | Bandera de Pichincha                      | Liga de Quito           |                  |                  |  |  |                  |                  |                  |  |  |             |             |             |             |             |  |  |       |       |       |  |
|  |                                           |                             |                             |                  | Bandera de Pichincha                      | Liga de Quito           |                  |                  |  |  |                  |                  |                  |  |  |             |             |             |             |             |  |  |       |       |       |  |
|  |                                           |                             | Bandera de ?                | TBD              |                                           |                         |                  |                  |  |  |                  |                  |                  |  |  |             |             |             |             |             |  |  |       |       |       |  |
|  | Bandera de Manabí                         | Manta                       | Bandera de ?                | TBD              |                                           |                         |                  |                  |  |  |                  |                  |                  |  |  |             |             |             |             |             |  |  |       |       |       |  |
|  | Bandera de Manabí                         | Manta                       |                             |                  |                                           |                         |                  |                  |  |  |                  |                  |                  |  |  |             |             |             |             |             |  |  |       |       |       |  |
|  | Bandera de Provincia de Imbabura          | San Antonio                 |                             |                  |                                           |                         |                  |                  |  |  |                  |                  |                  |  |  |             |             |             |             |             |  |  |       |       |       |  |
|  | Bandera de Provincia de Imbabura          | San Antonio                 |                             |                  |                                           |                         | TBD              |                  |  |  |                  |                  |                  |  |  |             |             |             |             |             |  |  |       |       |       |  |
|  |                                           |                             |                             |                  |                                           |                         |                  |                  |  |  |                  |                  |                  |  |  |             |             |             |             |             |  |  |       |       |       |  |
|  |                                           |                             | TBD                         |                  |                                           |                         |                  |                  |  |  |                  |                  |                  |  |  |             |             |             |             |             |  |  |       |       |       |  |
|  | Bandera de Pichincha                      | Aucas                       | 0 (5)                       |                  |                                           |                         |                  |                  |  |  |                  |                  |                  |  |  |             |             |             |             |             |  |  |       |       |       |  |
|  | Bandera de Pichincha                      | Aucas                       | 0 (5)                       |                  |                                           |                         |                  |                  |  |  |                  |                  |                  |  |  |             |             |             |             |             |  |  |       |       |       |  |
|  | Bandera de Zamora Chinchipe               | Ecuagenera                  | 0 (4)                       |                  |                                           |                         |                  |                  |  |  |                  |                  |                  |  |  |             |             |             |             |             |  |  |       |       |       |  |
|  | Bandera de Zamora Chinchipe               | Ecuagenera                  | 0 (4)                       |                  | Bandera de Pichincha                      | Aucas                   |                  |                  |  |  |                  |                  |                  |  |  |             |             |             |             |             |  |  |       |       |       |  |
|  |                                           |                             |                             |                  | Bandera de Pichincha                      | Aucas                   |                  |                  |  |  |                  |                  |                  |  |  |             |             |             |             |             |  |  |       |       |       |  |
|  |                                           |                             | Bandera de Azuay            | Deportivo Cuenca |                                           |                         |                  |                  |  |  |                  |                  |                  |  |  |             |             |             |             |             |  |  |       |       |       |  |
|  | Bandera de Azuay                          | Deportivo Cuenca            | Bandera de Azuay            | Deportivo Cuenca | 2                                         |                         |                  |                  |  |  |                  |                  |                  |  |  |             |             |             |             |             |  |  |       |       |       |  |
|  | Bandera de Azuay                          | Deportivo Cuenca            |                             |                  |                                           |                         |                  |                  |  |  |                  |                  |                  |  |  |             |             |             |             |             |  |  |       |       |       |  |
|  | Bandera de Tungurahua                     | Baños Ciudad de Fuego       | 0                           |                  |                                           |                         |                  |                  |  |  |                  |                  |                  |  |  |             |             |             |             |             |  |  |       |       |       |  |
|  | Bandera de Tungurahua                     | Baños Ciudad de Fuego       | 0                           |                  |                                           |                         |                  |                  |  |  |                  | TBD              |                  |  |  |             |             |             |             |             |  |  |       |       |       |  |
|  |                                           |                             |                             |                  |                                           |                         |                  |                  |  |  |                  |                  |                  |  |  |             |             |             |             |             |  |  |       |       |       |  |
|  |                                           |                             | TBD                         |                  |                                           |                         |                  |                  |  |  |                  |                  |                  |  |  |             |             |             |             |             |  |  |       |       |       |  |
|  | Bandera de Guayas                         | Emelec                      | 1 (5)                       |                  |                                           |                         |                  |                  |  |  |                  |                  |                  |  |  |             |             |             |             |             |  |  |       |       |       |  |
|  | Bandera de Guayas                         | Emelec                      | 1 (5)                       |                  |                                           |                         |                  |                  |  |  |                  |                  |                  |  |  |             |             |             |             |             |  |  |       |       |       |  |
|  | Bandera de Pichincha                      | Miguel Iturralde            | 1 (4)                       |                  |                                           |                         |                  |                  |  |  |                  |                  |                  |  |  |             |             |             |             |             |  |  |       |       |       |  |
|  | Bandera de Pichincha                      | Miguel Iturralde            | 1 (4)                       |                  | Bandera de Guayas                         | Emelec                  |                  |                  |  |  |                  |                  |                  |  |  |             |             |             |             |             |  |  |       |       |       |  |
|  |                                           |                             |                             |                  | Bandera de Guayas                         | Emelec                  |                  |                  |  |  |                  |                  |                  |  |  |             |             |             |             |             |  |  |       |       |       |  |
|  |                                           |                             |                             | TBD              |                                           |                         |                  |                  |  |  |                  |                  |                  |  |  |             |             |             |             |             |  |  |       |       |       |  |
|  | Bandera de El Oro                         | Orense                      |                             |                  |                                           |                         |                  |                  |  |  |                  |                  |                  |  |  |             |             |             |             |             |  |  |       |       |       |  |
|  | Bandera de El Oro                         | Orense                      |                             |                  |                                           |                         |                  |                  |  |  |                  |                  |                  |  |  |             |             |             |             |             |  |  |       |       |       |  |
|  | Bandera de Provincia de Imbabura          | Leones                      |                             |                  |                                           |                         |                  |                  |  |  |                  |                  |                  |  |  |             |             |             |             |             |  |  |       |       |       |  |
|  | Bandera de Provincia de Imbabura          | Leones                      |                             |                  |                                           |                         | TBD              |                  |  |  |                  |                  |                  |  |  |             |             |             |             |             |  |  |       |       |       |  |
|  |                                           |                             |                             |                  |                                           |                         |                  |                  |  |  |                  |                  |                  |  |  |             |             |             |             |             |  |  |       |       |       |  |
|  |                                           |                             | TBD                         |                  |                                           |                         |                  |                  |  |  |                  |                  |                  |  |  |             |             |             |             |             |  |  |       |       |       |  |
|  | Bandera de Manabí                         | Delfín                      | 2 (1)                       |                  |                                           |                         |                  |                  |  |  |                  |                  |                  |  |  |             |             |             |             |             |  |  |       |       |       |  |
|  | Bandera de Manabí                         | Delfín                      | 2 (1)                       |                  |                                           |                         |                  |                  |  |  |                  |                  |                  |  |  |             |             |             |             |             |  |  |       |       |       |  |
|  | Bandera de Santo Domingo de los Tsáchilas | Dep. Santo Domingo          | 2 (4)                       |                  |                                           |                         |                  |                  |  |  |                  |                  |                  |  |  |             |             |             |             |             |  |  |       |       |       |  |
|  | Bandera de Santo Domingo de los Tsáchilas | Dep. Santo Domingo          | 2 (4)                       |                  | Bandera de Santo Domingo de los Tsáchilas | Dep. Santo Domingo      |                  |                  |  |  |                  |                  |                  |  |  |             |             |             |             |             |  |  |       |       |       |  |
|  |                                           |                             |                             |                  | Bandera de Santo Domingo de los Tsáchilas | Dep. Santo Domingo      |                  |                  |  |  |                  |                  |                  |  |  |             |             |             |             |             |  |  |       |       |       |  |
|  |                                           |                             | Bandera de Guayas           | Guayaquil City   |                                           |                         |                  |                  |  |  |                  |                  |                  |  |  |             |             |             |             |             |  |  |       |       |       |  |
|  | Bandera de Tungurahua                     | Mushuc Runa                 | Bandera de Guayas           | Guayaquil City   | 1                                         |                         |                  |                  |  |  |                  |                  |                  |  |  |             |             |             |             |             |  |  |       |       |       |  |
|  | Bandera de Tungurahua                     | Mushuc Runa                 |                             |                  |                                           |                         |                  |                  |  |  |                  |                  |                  |  |  |             |             |             |             |             |  |  |       |       |       |  |
|  | Bandera de Guayas                         | Guayaquil City              | 3                           |                  |                                           |                         |                  |                  |  |  |                  |                  |                  |  |  |             |             |             |             |             |  |  |       |       |       |  |
|  | Bandera de Guayas                         | Guayaquil City              | 3                           |                  |                                           |                         |                  |                  |  |  |                  |                  |                  |  |  |             |             |             | TBD         |             |  |  |       |       |       |  |
|  |                                           |                             |                             |                  |                                           |                         |                  |                  |  |  |                  |                  |                  |  |  |             |             |             |             |             |  |  |       |       |       |  |
|  |                                           |                             | TBD                         |                  |                                           |                         |                  |                  |  |  |                  |                  |                  |  |  |             |             |             |             |             |  |  |       |       |       |  |
|  | Bandera de Pichincha                      | Independiente del Valle     | 1                           |                  |                                           |                         |                  |                  |  |  |                  |                  |                  |  |  |             |             |             |             |             |  |  |       |       |       |  |
|  | Bandera de Pichincha                      | Independiente del Valle     | 1                           |                  |                                           |                         |                  |                  |  |  |                  |                  |                  |  |  |             |             |             |             |             |  |  |       |       |       |  |
|  | Bandera de Provincia de Imbabura          | Imbabura                    | 0                           |                  |                                           |                         |                  |                  |  |  |                  |                  |                  |  |  |             |             |             |             |             |  |  |       |       |       |  |
|  | Bandera de Provincia de Imbabura          | Imbabura                    | 0                           |                  | Bandera de Pichincha                      | Independiente del Valle |                  |                  |  |  |                  |                  |                  |  |  |             |             |             |             |             |  |  |       |       |       |  |
|  |                                           |                             |                             |                  | Bandera de Pichincha                      | Independiente del Valle |                  |                  |  |  |                  |                  |                  |  |  |             |             |             |             |             |  |  |       |       |       |  |
|  |                                           |                             |                             | TBD              |                                           |                         |                  |                  |  |  |                  |                  |                  |  |  |             |             |             |             |             |  |  |       |       |       |  |
|  | Bandera de Pichincha                      | Vinotinto Ecuador           |                             |                  |                                           |                         |                  |                  |  |  |                  |                  |                  |  |  |             |             |             |             |             |  |  |       |       |       |  |
|  | Bandera de Pichincha                      | Vinotinto Ecuador           |                             |                  |                                           |                         |                  |                  |  |  |                  |                  |                  |  |  |             |             |             |             |             |  |  |       |       |       |  |
|  | Bandera de Azuay                          | Gualaceo                    |                             |                  |                                           |                         |                  |                  |  |  |                  |                  |                  |  |  |             |             |             |             |             |  |  |       |       |       |  |
|  | Bandera de Azuay                          | Gualaceo                    |                             |                  |                                           |                         | TBD              |                  |  |  |                  |                  |                  |  |  |             |             |             |             |             |  |  |       |       |       |  |
|  |                                           |                             |                             |                  |                                           |                         |                  |                  |  |  |                  |                  |                  |  |  |             |             |             |             |             |  |  |       |       |       |  |
|  |                                           |                             | TBD                         |                  |                                           |                         |                  |                  |  |  |                  |                  |                  |  |  |             |             |             |             |             |  |  |       |       |       |  |
|  | Bandera de Pichincha                      | Universidad Católica        | 1                           |                  |                                           |                         |                  |                  |  |  |                  |                  |                  |  |  |             |             |             |             |             |  |  |       |       |       |  |
|  | Bandera de Pichincha                      | Universidad Católica        | 1                           |                  |                                           |                         |                  |                  |  |  |                  |                  |                  |  |  |             |             |             |             |             |  |  |       |       |       |  |
|  | Bandera de Sucumbíos                      | Río Aguarico                | 0                           |                  |                                           |                         |                  |                  |  |  |                  |                  |                  |  |  |             |             |             |             |             |  |  |       |       |       |  |
|  | Bandera de Sucumbíos                      | Río Aguarico                | 0                           |                  | Bandera de Pichincha                      | Universidad Católica    |                  |                  |  |  |                  |                  |                  |  |  |             |             |             |             |             |  |  |       |       |       |  |
|  |                                           |                             |                             |                  | Bandera de Pichincha                      | Universidad Católica    |                  |                  |  |  |                  |                  |                  |  |  |             |             |             |             |             |  |  |       |       |       |  |
|  |                                           |                             |                             | TBD              |                                           |                         |                  |                  |  |  |                  |                  |                  |  |  |             |             |             |             |             |  |  |       |       |       |  |
|  | Bandera de Tungurahua                     | Macará                      |                             |                  |                                           |                         |                  |                  |  |  |                  |                  |                  |  |  |             |             |             |             |             |  |  |       |       |       |  |
|  | Bandera de Tungurahua                     | Macará                      |                             |                  |                                           |                         |                  |                  |  |  |                  |                  |                  |  |  |             |             |             |             |             |  |  |       |       |       |  |
|  | Bandera de Manabí                         | Liga de Portoviejo          |                             |                  |                                           |                         |                  |                  |  |  |                  |                  |                  |  |  |             |             |             |             |             |  |  |       |       |       |  |
|  | Bandera de Manabí                         | Liga de Portoviejo          |                             |                  |                                           |                         |                  |                  |  |  |                  | TBD              |                  |  |  |             |             |             |             |             |  |  |       |       |       |  |
|  |                                           |                             |                             |                  |                                           |                         |                  |                  |  |  |                  |                  |                  |  |  |             |             |             |             |             |  |  |       |       |       |  |
|  |                                           |                             | TBD                         |                  |                                           |                         |                  |                  |  |  |                  |                  |                  |  |  |             |             |             |             |             |  |  |       |       |       |  |
|  | Bandera de Guayas                         | Barcelona                   |                             |                  |                                           |                         |                  |                  |  |  |                  |                  |                  |  |  |             |             |             |             |             |  |  |       |       |       |  |
|  | Bandera de Guayas                         | Barcelona                   |                             |                  |                                           |                         |                  |                  |  |  |                  |                  |                  |  |  |             |             |             |             |             |  |  |       |       |       |  |
|  | Bandera de Azuay                          | Cuenca Juniors              |                             |                  |                                           |                         |                  |                  |  |  |                  |                  |                  |  |  |             |             |             |             |             |  |  |       |       |       |  |
|  | Bandera de Azuay                          | Cuenca Juniors              |                             | Bandera de ?     | TBD                                       |                         |                  |                  |  |  |                  |                  |                  |  |  |             |             |             |             |             |  |  |       |       |       |  |
|  |                                           |                             |                             | Bandera de ?     | TBD                                       |                         |                  |                  |  |  |                  |                  |                  |  |  |             |             |             |             |             |  |  |       |       |       |  |
|  |                                           |                             | Bandera de Pastaza          | La Cantera       |                                           |                         |                  |                  |  |  |                  |                  |                  |  |  |             |             |             |             |             |  |  |       |       |       |  |
|  | Bandera de Loja                           | Libertad                    | Bandera de Pastaza          | La Cantera       | 0 (1)                                     |                         |                  |                  |  |  |                  |                  |                  |  |  |             |             |             |             |             |  |  |       |       |       |  |
|  | Bandera de Loja                           | Libertad                    |                             |                  |                                           |                         |                  |                  |  |  |                  |                  |                  |  |  |             |             |             |             |             |  |  |       |       |       |  |
|  | Bandera de Pastaza                        | La Cantera                  | 0 (2)                       |                  |                                           |                         |                  |                  |  |  |                  |                  |                  |  |  |             |             |             |             |             |  |  |       |       |       |  |
|  | Bandera de Pastaza                        | La Cantera                  | 0 (2)                       |                  |                                           |                         | TBD              |                  |  |  |                  |                  |                  |  |  |             |             |             |             |             |  |  |       |       |       |  |
|  |                                           |                             |                             |                  |                                           |                         |                  |                  |  |  |                  |                  |                  |  |  |             |             |             |             |             |  |  |       |       |       |  |
|  |                                           |                             | TBD                         |                  |                                           |                         |                  |                  |  |  |                  |                  |                  |  |  |             |             |             |             |             |  |  |       |       |       |  |
|  | Bandera de Pichincha                      | El Nacional                 | 3                           |                  |                                           |                         |                  |                  |  |  |                  |                  |                  |  |  |             |             |             |             |             |  |  |       |       |       |  |
|  | Bandera de Pichincha                      | El Nacional                 | 3                           |                  |                                           |                         |                  |                  |  |  |                  |                  |                  |  |  |             |             |             |             |             |  |  |       |       |       |  |
|  | Bandera de Esmeraldas                     | 22 de Julio                 | 0                           |                  |                                           |                         |                  |                  |  |  |                  |                  |                  |  |  |             |             |             |             |             |  |  |       |       |       |  |
|  | Bandera de Esmeraldas                     | 22 de Julio                 | 0                           |                  | Bandera de Pichincha                      | El Nacional             |                  |                  |  |  |                  |                  |                  |  |  |             |             |             |             |             |  |  |       |       |       |  |
|  |                                           |                             |                             |                  | Bandera de Pichincha                      | El Nacional             |                  |                  |  |  |                  |                  |                  |  |  |             |             |             |             |             |  |  |       |       |       |  |
|  |                                           |                             | Bandera de ?                | TBD              |                                           |                         |                  |                  |  |  |                  |                  |                  |  |  |             |             |             |             |             |  |  |       |       |       |  |
|  | Bandera de Tungurahua                     | Técnico Universitario       | Bandera de ?                | TBD              |                                           |                         |                  |                  |  |  |                  |                  |                  |  |  |             |             |             |             |             |  |  |       |       |       |  |
|  | Bandera de Tungurahua                     | Técnico Universitario       |                             |                  |                                           |                         |                  |                  |  |  |                  |                  |                  |  |  |             |             |             |             |             |  |  |       |       |       |  |
|  | Bandera de Cañar                          | 9 de Octubre                |                             |                  |                                           |                         |                  |                  |  |  |                  |                  |                  |  |  |             |             |             |             |             |  |  |       |       |       |  |
|  | Bandera de Cañar                          | 9 de Octubre                |                             |                  |                                           |                         |                  |                  |  |  |                  |                  |                  |  |  |             |             |             |             |             |  |  |       |       |       |  |
|  |                                           |                             |                             |                  |                                           |                         |                  |                  |  |  |                  |                  |                  |  |  |             |             |             |             |             |  |  |       |       |       |  |

### Supercopa de Ecuador
| 1 de febrero | El Nacional                                | 0:0 (4:5 p.)               | Liga de Quito                                  | Estadio Gonzalo Pozo Ripalda, Quito          |                                              |
| 19:00        |                                            | Reporte                    |                                                | Árbitro(s): Yerson Zambrano VAR: Luis Quiroz | Árbitro(s): Yerson Zambrano VAR: Luis Quiroz |
|              |                                            | Tiros desde el punto penal |                                                |                                              |                                              |
|              | Flor · Bedoya · Martínez · Vélez · Ledesma |                            | Alzugaray · Arce · Estrada · Quiñónez · Gruezo |                                              |                                              |

|                                                  |
|                                                  |
| Campeón Liga Deportiva Universitaria 3.er título |

### LigaPro Serie B
| Pos. | Equipo                | Pts. | PJ | G | E | P  | GF | GC | Dif. | Clasificación  |
| ---- | --------------------- | ---- | -- | - | - | -- | -- | -- | ---- | -------------- |
| 1    | Leones (X)            | 34   | 20 | 9 | 7 | 4  | 22 | 13 | +9   | Grupo Ascenso  |
| 2    | Gualaceo (X)          | 34   | 20 | 9 | 7 | 4  | 27 | 25 | +2   | Grupo Ascenso  |
| 3    | Guayaquil City (X)    | 33   | 20 | 9 | 6 | 5  | 30 | 16 | +14  | Grupo Ascenso  |
| 4    | 9 de Octubre (X)      | 33   | 20 | 9 | 6 | 5  | 20 | 13 | +7   | Grupo Ascenso  |
| 5    | San Antonio           | 31   | 20 | 9 | 4 | 7  | 19 | 17 | +2   | Grupo Ascenso  |
| 6    | Independiente Juniors | 31   | 20 | 9 | 4 | 7  | 22 | 21 | +1   | Grupo Ascenso  |
| 7    | Cumbayá               | 26   | 20 | 7 | 5 | 8  | 18 | 21 | −3   | Grupo Descenso |
| 8    | Atlético Vinotinto    | 25   | 20 | 7 | 4 | 9  | 32 | 26 | +6   | Grupo Descenso |
| 9    | 22 de Julio           | 25   | 20 | 6 | 7 | 7  | 19 | 29 | −10  | Grupo Descenso |
| 10   | Vargas Torres (X)     | 24   | 20 | 5 | 9 | 6  | 26 | 22 | +4   | Grupo Descenso |
| 11   | Imbabura (X)          | 15   | 20 | 3 | 6 | 11 | 21 | 28 | −7   | Grupo Descenso |
| 12   | Chacaritas (X)        | 13   | 20 | 2 | 7 | 11 | 17 | 42 | −25  | Grupo Descenso |

Actualizado a los partidos jugados el 31 de julio de 2025.
 Fuente: LigaPro

## Selecciones nacionales femeninas

### Selección absoluta

#### Copa América Femenina
Fase de grupos - Grupo A
| Equipo    | Pts | PJ | PG | PE | PP | GF | GC | Dif |
| --------- | --- | -- | -- | -- | -- | -- | -- | --- |
| Argentina | 12  | 4  | 4  | 0  | 0  | 6  | 1  | +5  |
| Uruguay   | 7   | 4  | 2  | 1  | 1  | 6  | 3  | +3  |
| Chile     | 6   | 4  | 2  | 0  | 2  | 6  | 6  | 0   |
| Ecuador   | 4   | 4  | 1  | 1  | 2  | 6  | 7  | -1  |
| Perú      | 0   | 4  | 0  | 0  | 4  | 1  | 8  | -7  |

| 11 de julio | Ecuador                       | 2:2 (0:1) | Uruguay                              | Estadio IDV, Quito    |                       |
| 19:00       | Correa 72' (a.g.) · Arias 78' | Reporte   | Aquino 11' · Pa. González 53' (pen.) | Árbitra: Daiane Muniz | Árbitra: Daiane Muniz |

| 15 de julio | Perú        | 1:3 (0:2) | Ecuador                                        | Estadio IDV, Quito        |                           |
| 19:00       | Bilcape 69' | Reporte   | Arias 16' · Bolaños 42' (pen.) · Moreira 90+7' | Árbitra: Ivana Projkovska | Árbitra: Ivana Projkovska |

| 21 de julio | Chile                      | 2:1 (2:1) | Ecuador            | Estadio IDV, Quito      |                         |
| 19:00       | Keefe 35' · N. López 45+5' | Reporte   | Bolaños 24' (pen.) | Árbitra: Zulma Quiñonez | Árbitra: Zulma Quiñonez |

| 24 de julio | Ecuador | 0:2 (0:1) | Argentina                  | Estadio IDV, Quito      |                         |
| 19:00       |         | Reporte   | Núñez 19' · Bonsegundo 70' | Árbitra: Adriana Farfán | Árbitra: Adriana Farfán |

#### Eliminatorias mundialistas femeninas a Brasil 2027
| Pos. | Selección | Pts. | PJ | PG | PE | PP | GF | GC | Dif. |
| ---- | --------- | ---- | -- | -- | -- | -- | -- | -- | ---- |
| 1.   | Argentina | 0    | 0  | 0  | 0  | 0  | 0  | 0  | 0    |
| 2.   | Bolivia   | 0    | 0  | 0  | 0  | 0  | 0  | 0  | 0    |
| 3.   | Chile     | 0    | 0  | 0  | 0  | 0  | 0  | 0  | 0    |
| 4.   | Colombia  | 0    | 0  | 0  | 0  | 0  | 0  | 0  | 0    |
| 5.   | Ecuador   | 0    | 0  | 0  | 0  | 0  | 0  | 0  | 0    |
| 6.   | Paraguay  | 0    | 0  | 0  | 0  | 0  | 0  | 0  | 0    |
| 7.   | Perú      | 0    | 0  | 0  | 0  | 0  | 0  | 0  | 0    |
| 8.   | Uruguay   | 0    | 0  | 0  | 0  | 0  | 0  | 0  | 0    |
| 9.   | Venezuela | 0    | 0  | 0  | 0  | 0  | 0  | 0  | 0    |

|  | Clasificación directa a la Copa Mundial Femenina de Fútbol de 2027. |
|  | Clasificación al Torneo de Repesca Intercontinental.                |

### Grupo B
| Equipo  | Pts. | PJ | PG | PE | PP | GF | GC | Dif. |
| ------- | ---- | -- | -- | -- | -- | -- | -- | ---- |
| Brasil  | 12   | 4  | 4  | 0  | 0  | 13 | 1  | +12  |
| Ecuador | 9    | 4  | 3  | 0  | 1  | 14 | 6  | +8   |
| Perú    | 6    | 4  | 2  | 0  | 2  | 6  | 7  | –1   |
| Uruguay | 3    | 4  | 1  | 0  | 3  | 3  | 5  | –2   |
| Bolivia | 0    | 4  | 0  | 0  | 4  | 1  | 18 | –17  |

| 3 de mayo de 2025 | Perú               | 1:3 (0:2) | Ecuador                                | Estadio Francisco Rivera Escobar, Palmira |                           |
| 16:30 (GMT-5)     | Briones 74' (a.g.) | Reporte   | Delgado 1' · Valverde 45' · Guerra 90' | Árbitro(s): Gabriela Arce                 | Árbitro(s): Gabriela Arce |

| 5 de mayo de 2025 | Ecuador                    | 2:0 (0:0) | Uruguay | Estadio Francisco Rivera Escobar, Palmira |                             |
| 19:00 (GMT-5)     | Briones 49' · Valverde 58' | Reporte   |         | Árbitro(s): Danna Victorino               | Árbitro(s): Danna Victorino |

| 7 de mayo de 2025 | Ecuador | 8:0 (5:0) | Bolivia | Estadio Francisco Rivera Escobar, Palmira |                              |
| 16:30 (GMT-5)     | Zambrano 6' · Bajaña 16' · Delgado 29' · Valverde 35' · Guerra 45+1' · Fierro 59' · López 64' · Alcívar 68' | Reporte   |         | Árbitro(s): Brenda Cisternas              | Árbitro(s): Brenda Cisternas |

| 9 de mayo de 2025 | Brasil                                                                      | 5:1 (3:1) | Ecuador    | Estadio Francisco Rivera Escobar, Palmira |                        |
| 16:30 (GMT-5)     | Maria Eduarda 7' · Ravenna 15' · Julia 24' · Pietra 75' · Evelin 80' (pen.) | Reporte   | Guerra 24' | Árbitro(s): Ana Méndez                    | Árbitro(s): Ana Méndez |

## Fase final
| Equipo   | Pts | PJ | PG | PE | PP | GF | GC | Dif |
| -------- | --- | -- | -- | -- | -- | -- | -- | --- |
| Paraguay | 11  | 5  | 3  | 2  | 0  | 11 | 3  | +8  |
| Brasil   | 9   | 5  | 2  | 3  | 0  | 8  | 3  | +5  |
| Ecuador  | 8   | 5  | 2  | 2  | 1  | 6  | 2  | +4  |
| Colombia | 7   | 5  | 2  | 1  | 2  | 4  | 2  | +2  |
| Chile    | 5   | 5  | 1  | 2  | 2  | 6  | 6  | 0   |
| Perú     | 0   | 5  | 0  | 0  | 5  | 2  | 21 | –19 |

|  | Clasificado para la Copa Mundial Femenina de Fútbol Sub-17 de 2025. |

| 12 de mayo    | Chile | 0:2 (0:1) | Ecuador                    | Estadio Francisco Rivera Escobar, Palmira |                              |
| 15:00 (GMT-5) |       | Reporte   | Vargas 25' · Briones 90+5' | Árbitro(s): Priscila Vásquez              | Árbitro(s): Priscila Vásquez |

| 15 de mayo    | Colombia | 0:0     | Ecuador | Estadio Francisco Rivera Escobar, Palmira |                              |
| 17:30 (GMT-5) |          | Reporte |         | Árbitro(s): Wilma Balderrama              | Árbitro(s): Wilma Balderrama |

| 18 de mayo    | Ecuador | 0:0     | Brasil | Estadio Olímpico Pascual Guerrero, Cali |                           |
| 19:30 (GMT-5) |         | Reporte |        | Árbitro(s): Gabriela Arce               | Árbitro(s): Gabriela Arce |

| 21 de mayo    | Perú        | 1:4 (1:1) | Ecuador                                                  | Estadio Francisco Rivera Escobar, Palmira |                              |
| 15:00 (GMT-5) | Salazar 24' | Reporte   | Villacís 45+1' · Valverde 48' · Guerra 53' · López 90+4' | Árbitro(s): Andreza Siqueira              | Árbitro(s): Andreza Siqueira |

| 24 de mayo    | Ecuador | 0:1 (0:0) | Paraguay       | Estadio Olímpico Pascual Guerrero, Cali |                             |
| 18:00 (GMT-5) |         | Reporte   | Martínez 90+4' | Árbitro(s): Adriana Álvarez             | Árbitro(s): Adriana Álvarez |

### Grupo C
| Equipo         | Pts. | PJ | PG | PE | PP | GF | GC | Dif. |
| -------------- | ---- | -- | -- | -- | -- | -- | -- | ---- |
| Estados Unidos | 0    | 0  | 0  | 0  | 0  | 0  | 0  | 0    |
| Ecuador        | 0    | 0  | 0  | 0  | 0  | 0  | 0  | 0    |
| China          | 0    | 0  | 0  | 0  | 0  | 0  | 0  | 0    |
| Noruega        | 0    | 0  | 0  | 0  | 0  | 0  | 0  | 0    |

| 18 de octubre de 2025 | Estados Unidos | vs. | Ecuador | Academia de Fútbol Mohammed VI, Rabat |  |
| 20:00                 |                |     |         |                                       |  |

| 21 de octubre de 2025 | Noruega | vs. | Ecuador | Academia de Fútbol Mohammed VI, Rabat |  |
| 20:00                 |         |     |         |                                       |  |

| 24 de octubre de 2025 | Ecuador | vs. | China | Academia de Fútbol Mohammed VI, Rabat |  |
| 14:00                 |         |     |       |                                       |  |

## Clasificación
| Pos. | Equipo                  | Pts. | PJ | G  | E | P  | GF | GC | Dif. |  |
| ---- | ----------------------- | ---- | -- | -- | - | -- | -- | -- | ---- |  |
| 1    | Independiente del Valle | 51   | 17 | 17 | 0 | 0  | 48 | 4  | +44  |  |
| 2    | Barcelona               | 41   | 17 | 13 | 2 | 2  | 43 | 7  | +36  |  |
| 3    | Liga de Quito           | 37   | 17 | 12 | 1 | 4  | 56 | 9  | +47  |  |
| 4    | Universidad Católica    | 35   | 17 | 11 | 2 | 4  | 43 | 11 | +32  |  |
| 5    | Ñañas                   | 25   | 16 | 6  | 7 | 3  | 24 | 14 | +10  |  |
| 6    | Dep.Ibarra              | 24   | 17 | 7  | 3 | 7  | 33 | 26 | +7   |  |
| 7    | Macará                  | 21   | 17 | 6  | 3 | 8  | 16 | 28 | −12  |  |
| 8    | Vinotinto FC            | 19   | 17 | 5  | 4 | 8  | 20 | 32 | −12  |  |
| 9    | Espuce                  | 16   | 17 | 5  | 1 | 11 | 17 | 48 | −31  |  |
| 10   | Emelec                  | 12   | 16 | 4  | 0 | 12 | 12 | 39 | −27  |  |
| 11   | El Nacional             | 7    | 17 | 2  | 1 | 14 | 8  | 44 | −36  |  |
| 12   | Leones del Norte        | 0    | 17 | 0  | 0 | 17 | 6  | 75 | −69  |  |

Actualizado a los partidos jugados el fecha desconocida.
 Fuente: FEF
Criterios de clasificación: 1) Puntos; 2) Diferencia de goles; 3) Goles marcados; 4) Goles de visitante; 5) Fair Play; 6) Sorteo Público
|  | Clasificados a Semifinales.                                              |
|  | Descendido al Ascenso de Fútbol Femenino Profesional de Ecuador de 2026. |